# سوخو

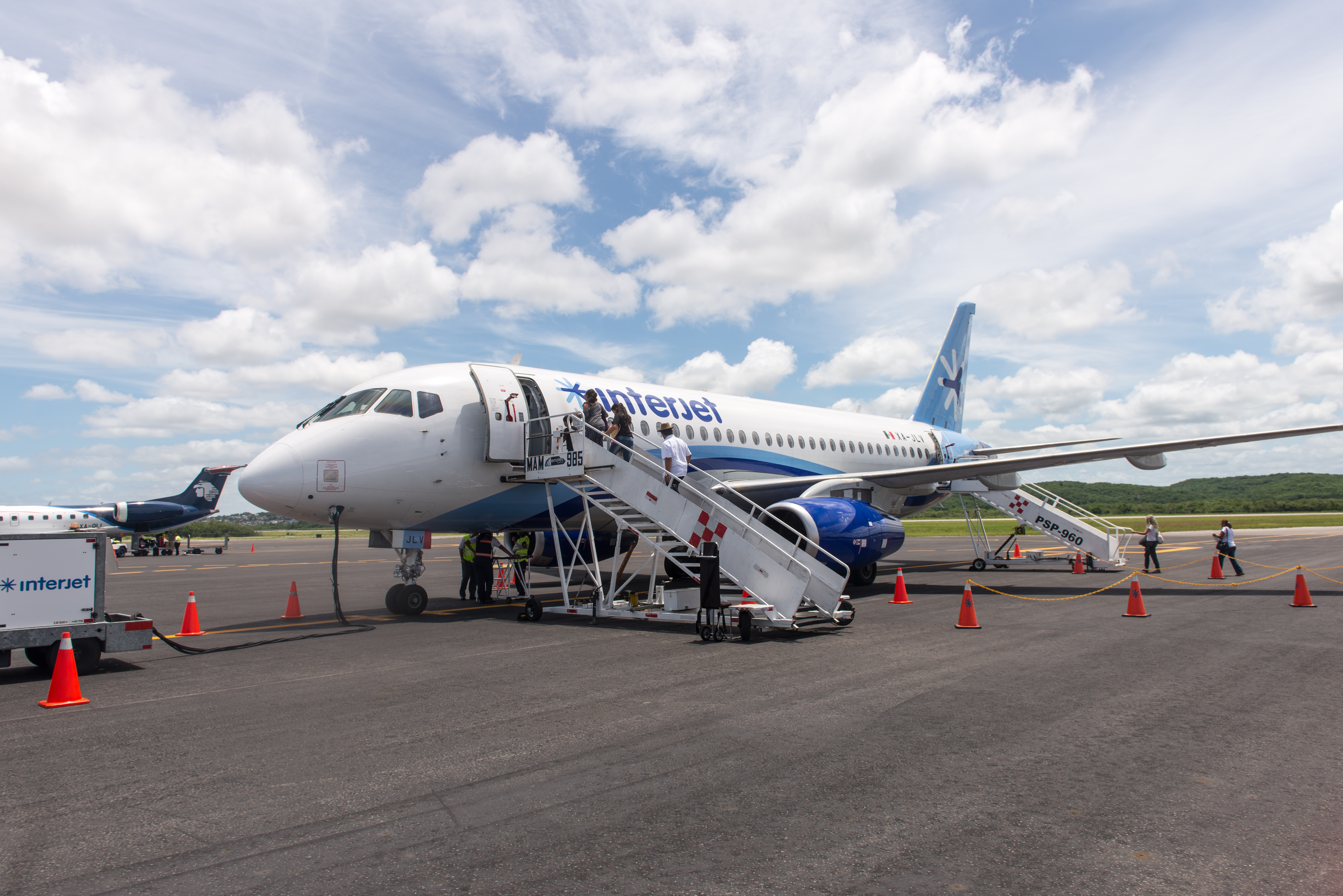
سوخو سوپرجت ۱۰۰ (کامپچه، مکزیک)

سوخو (به روسی: Сухой) شرکت هوافضای روسی است، که در سال ۱۹۳۹ توسط پاول سوخو بنیان گذاشته شد و در زمینه طراحی، توسعهٔ فناوری و تولید انواع هواگردها فعالیت می‌کند.
این شرکت در زمینه ساخت هواپیماهای جنگنده تخصص دارد. در زبان روسی عبارت Су و در انگلیسی عبارت Su برای نام‌گذاری هواپیماهای جنگنده سوخو به‌کار می‌رود.
شرکت سوخو بزرگ‌ترین تشکیلات هواپیماسازی روسیه است. این شرکت مالکیت سهام‌های تمامی شرکت‌هایی را که برای هواپیمای سوخو قطعه تولید می‌کنند، در اختیار دارد و به همین علت بر چرخهٔ تولید، از طراحی گرفته تا ساخت و کنترل کیفیت، نظارت کامل ایفا می‌کند.
هواپیماهای سوخو نه تنها خط مقدم نیروی هوایی روسیه را تشکیل می‌دهند، بلکه بخش عمده‌ای از نیروی هوایی کشورهای دیگری مانند هند، ایران، چین و مصر نیز هستند.
شرکت سوخو پیشتر با نام «دفتر طراحی شماره ۵۱» یا به زبان روسی به «او کا ب-۵۱ (ОКБ-۵۱)» نامیده می‌شده‌است.

## تولیدات نظامی

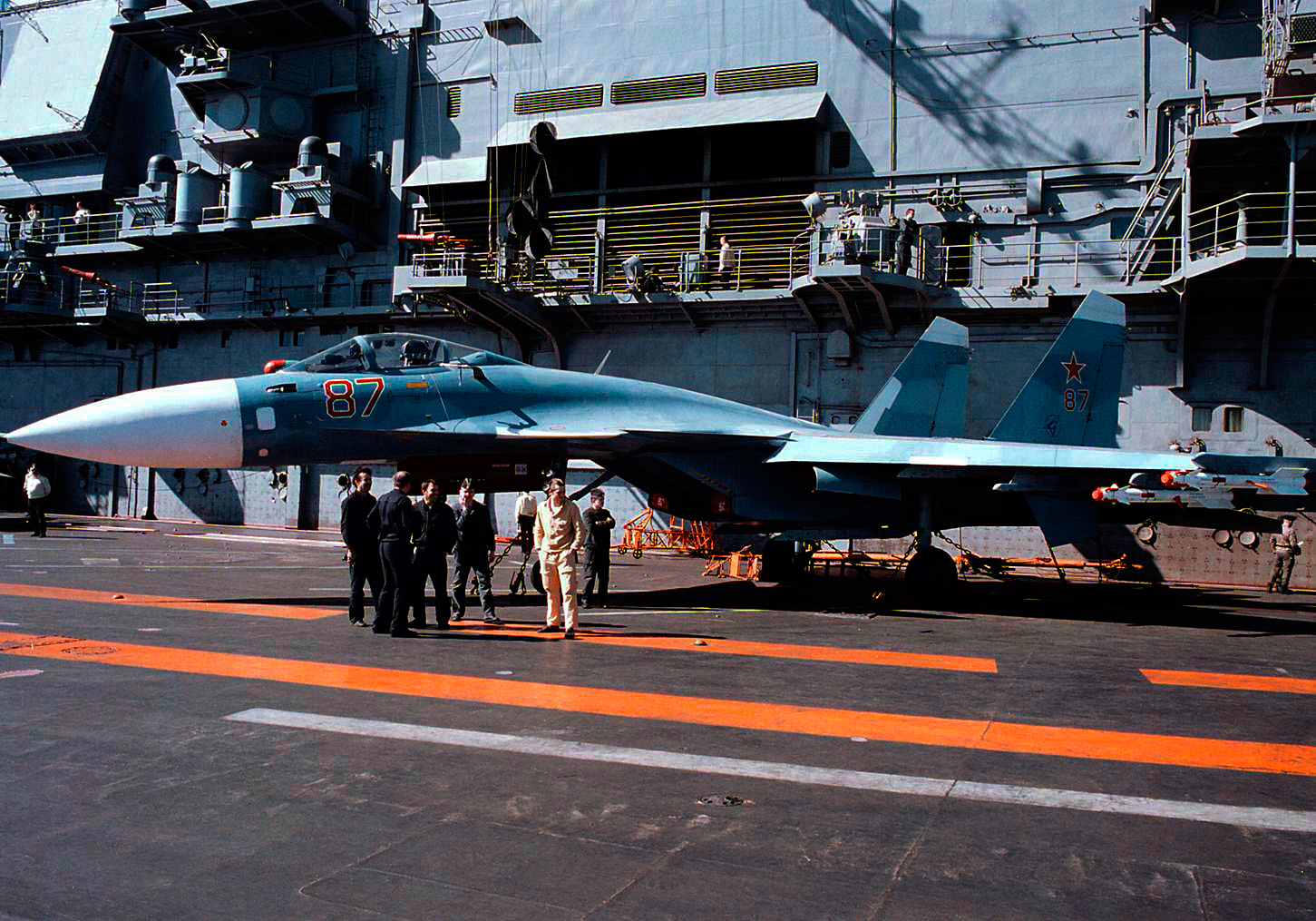
هواپیمای سوخو-۳۳ نیروی دریایی روسیه روی عرشه ناو هواپیمابر آدمیرال کوزنتسوف

- سوخو-۱
- سوخو-۲
- سوخو-۵
- سوخو-۶
- سوخو-۷
- سوخو-۸
- سوخو-۹
- سوخو-۱۰
- سوخو-۱۱
- سوخو-۱۲
- سوخو-۱۵
- سوخو-۱۷
- سوخو-۲۰
- سوخو-۲۲
- سوخو-۲۴
- سوخو-۲۵
- سوخو-۲۶
- سوخو-۲۷
- سوخو-۲۸
- سوخو-۲۹
- سوخو-۳۰
- سوخو-۳۱
- سوخو-۳۳
- سوخو-۳۴
- سوخو-۳۵
- سوخو-۳۷
- سوخو-۳۸
- سوخو-۴۷
- سوخو-۵۰
- سوخو-۵۷
- سوخو-۷۵

## هواپیمای مسافری
در ژوئن سال ۲۰۰۷، شرکت سوخو ورود خود را به بازار هواپیماهای مسافربری اعلام کرد. نخستین هواپیمای مسافری طراحی شده توسط سوخو سوپرجت-۱۰۰ نام دارد. این هواپیما با ظرفیت ۹۰ تا ۱۱۰ مسافر، دارای بردی برابر ۴۵۰۰ کیلومتر است. یک شرکت هواپیمایی ایتالیایی با سفارش ۱۰ فروند، و خطوط هوایی داخلی روسیه با سفارش ۵۰ فروند، آغاز خوبی را برای سوپرجت-۱۰۰ رقم زدند.

## قرارداد با ایران
در اوت سال ۲۰۰۶، شرکت سوخو به همراه شرکت دولتی صادرات ابزار دفاعی روسیه مورد تحریم دولت آمریکا قرار گرفتند. شرکت سوخو با نیروی هوایی ایران برای مدرنیزه کردن ۳۰ فروند هواپیمای سوخو-۲۴ قراردادی منعقد کرده بود. دولت آمریکا علت این تحریم را نقض قانون عدم گسترش تسلیحات کشتار جمعی در مورد ایران (مصوب سال ۲۰۰۰ در مجلس نمایندگان آمریکا) ذکر کرد، چرا که هواپیمای سوخو-۲۴ بالقوه قابلیت حمل کلاهک هسته‌ای را دارا است. وزارت امور خارجه روسیه در این زمینه اظهار داشت که تمامی فعالیت‌های نظامی بین ایران و روسیه منطبق بر قوانین روسیه و قوانین بین‌المللی است، و دولت آمریکا را متهم کرد که سعی دارد کشورهای دیگر را وادار به پیروی از قوانین داخلی خود کند.
مقامات نظامی ایران خبر از خرید تعدادی سوخو-۳۵ دادند

## نگارخانه

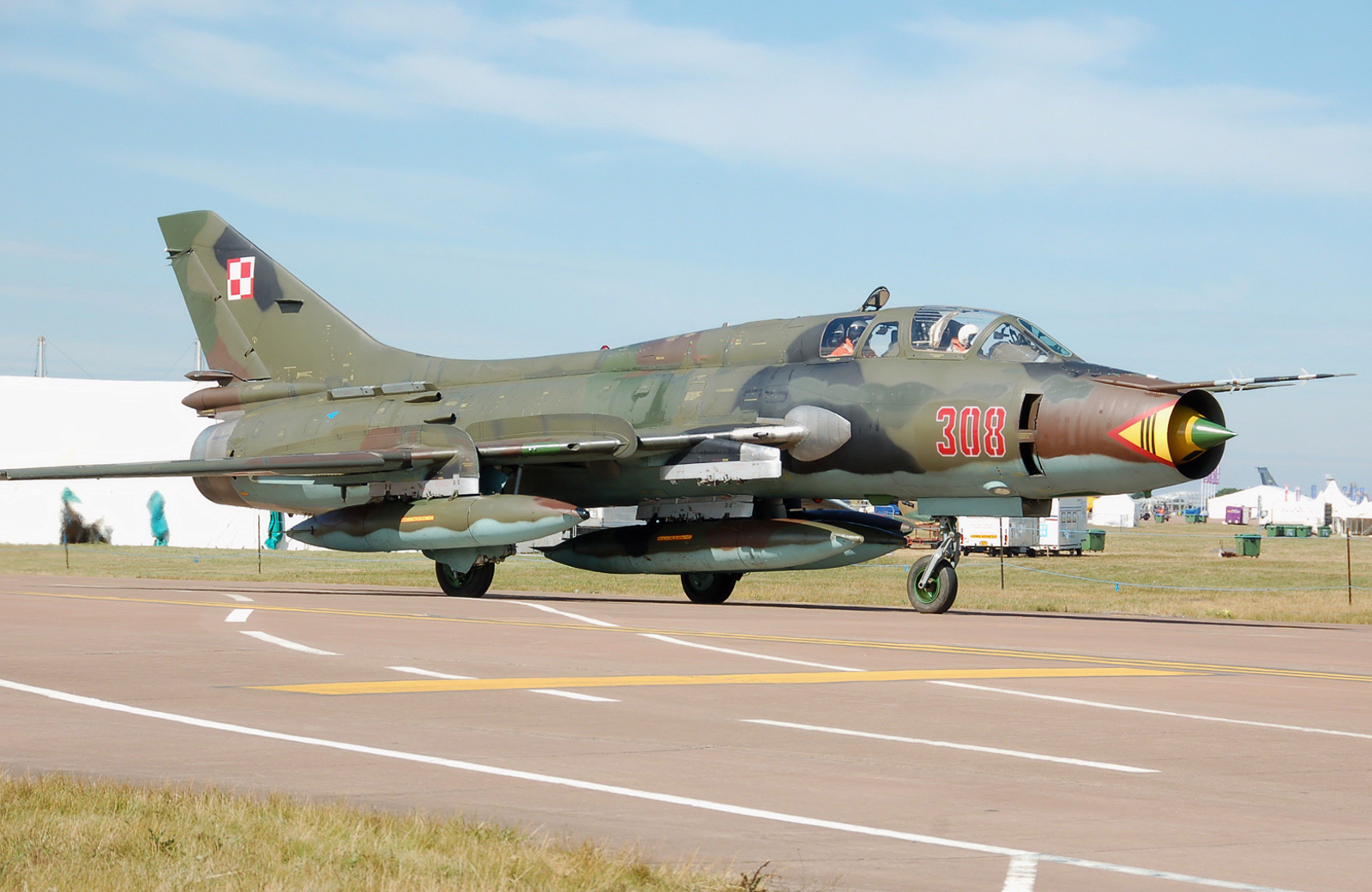
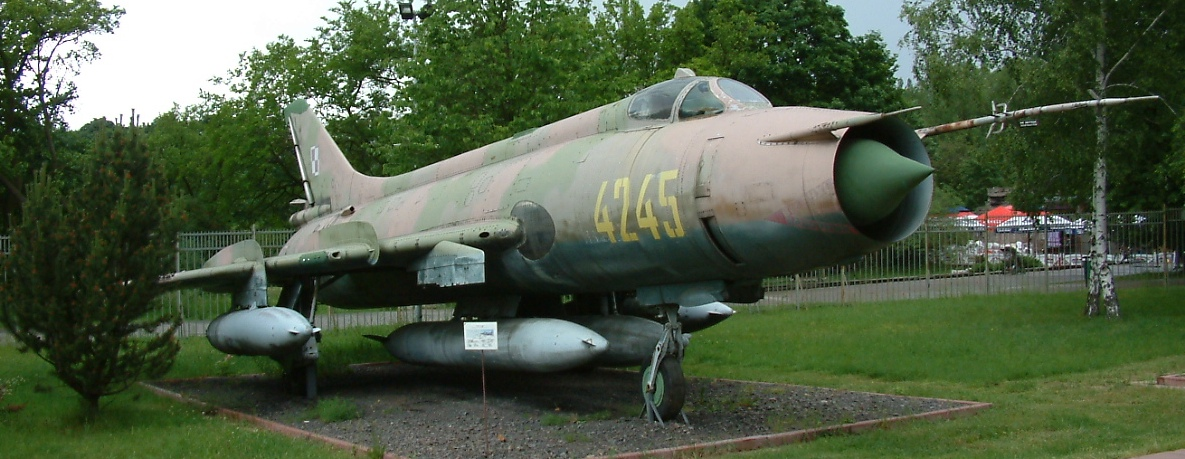
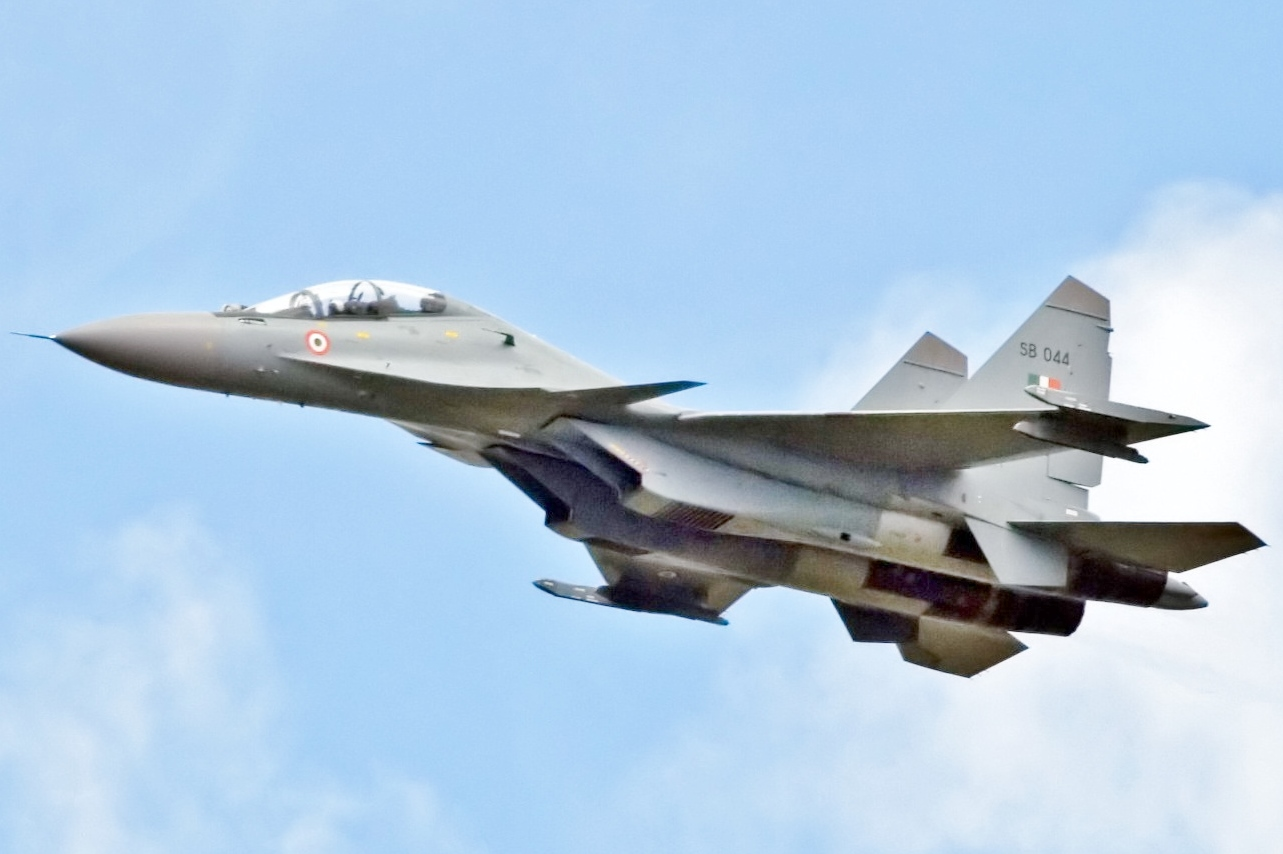
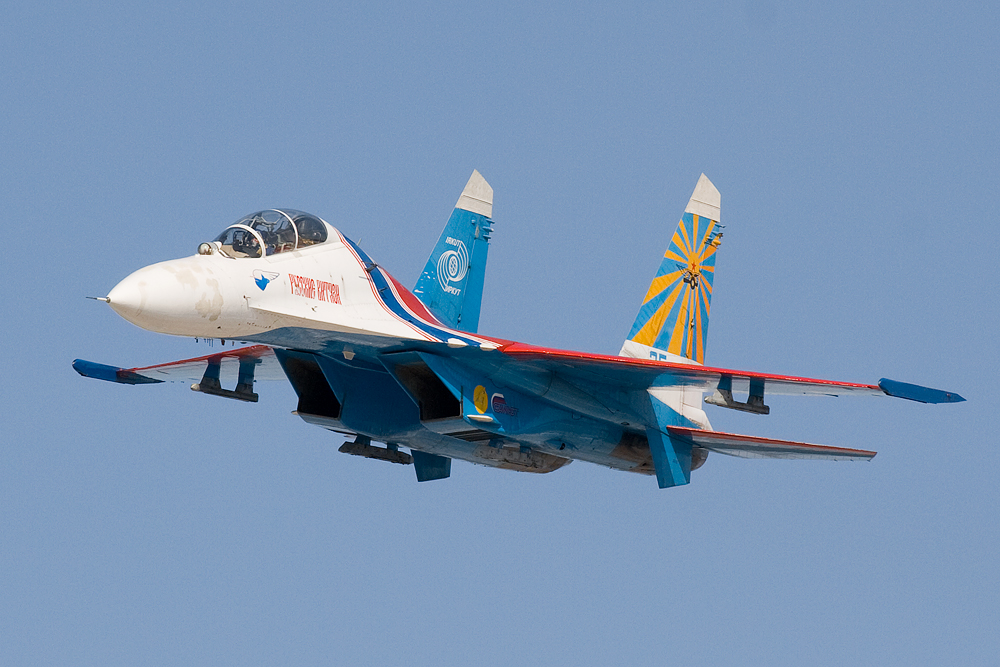
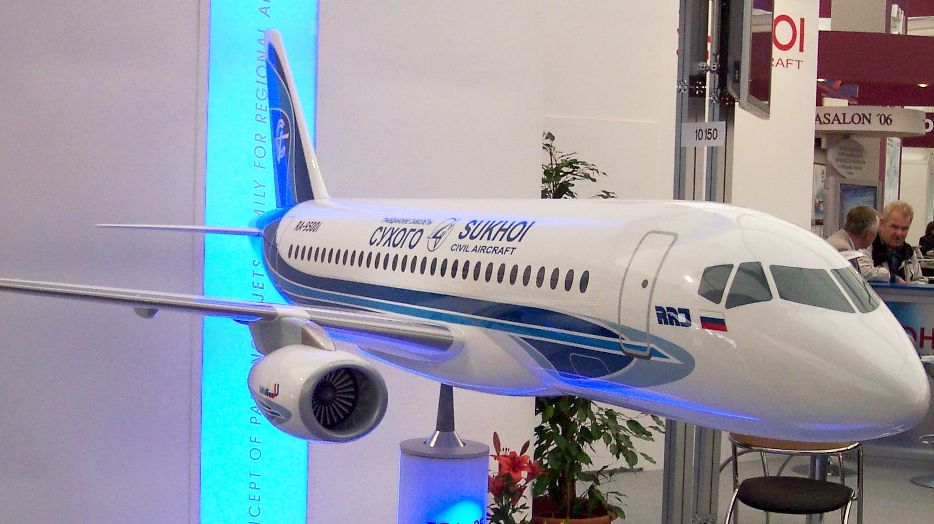